# István Vas
Dans le nom hongrois Vas István, le nom de famille précède le prénom, mais cet article utilise l’ordre habituel en français István Vas, où le prénom précède le nom.
István Vas (Budapest, 24 septembre 1910 – Budapest, 16 décembre 1991) est un poète, écrivain et traducteur littéraire hongrois, lauréat du Prix Kossuth, membre posthume (en 2015) de l'Académie littéraire numérique hongroise (ro).

## Biographie
Il fait ses études au lycée Berzsenyi de la rue Markó à Budapest. Dès 1926, il écrit pour le périodique Dokumentum de Lajos Kassák.
Il s'inscrit ensuite à l'École supérieure de Commerce de Vienne (Handelsakademie). Il y fait la connaissance d'Etel Nagy, artiste de danse et fille adoptive de Kassák, qui deviendra plus tard sa femme mais mourra jeune. Il écrit dans la revue littéraire et critique Független Szemle entre 1933 et 1935.
Ses vers commencent à être publiés en 1933 par la célèbre revue littéraire Nyugat (« Occident »), puis également par la revue Válasz (« Réponse ») de la tendance littéraire populaire et sociale (népi) de Gyula Illyés. De 1929 à 1939, il travaille comme comptable pour différentes entreprises de Budapest.
Alors qu'il s'était converti au catholicisme, il est congédié de son travail en raison des « lois juives » de numerus clausus ; c'est alors que meurt sa femme Etel. Pendant la Seconde Guerre mondiale, il est plusieurs fois appelé au service de travail obligatoire (munkaszolgálat), où le travail physique insupportable et les humiliations le poussent à tenter de se suicider à plusieurs reprises. En 1944 et 1945, il est caché par l'écrivain Géza Ottlik. À partir de 1946, il est lecteur aux éditions Révai, et en 1951 il épouse la peintre et graphiste Piroska Szántó. S'étant opposé à la vision marxiste de György Lukács, de 1949 à la révolution hongroise de 1956 il n'est pas autorisé à publier et vit de ses traductions littéraires. Il travaille par la suite comme lecteur aux éditions Európa, jusqu'à sa retraite en 1971.

## Œuvre
István Vas était l'ami de Miklós Radnóti, et faisait partie des poètes de la troisième génération de Nyugat qui, partis de la poésie d'avant-garde, revenaient à un esprit classicisant. Il avait choisi pour modèle Dezső Kosztolányi et Lőrinc Szabó, et était également attiré par l'exemple de Gyula Illyés.
Par ses essais, il continue une tradition hongroise dont fait partie János Arany et qui est inspirée par la littérature d'Europe de l'Ouest. Dans son cycle de romans biographiques, il trouve un équilibre entre document et belles-lettres, entre essai et fiction.

## Distinctions
- Prix Baumgarten (en) (1948)
- Prix Attila József (1951, 1956, 1961)
- Prix Kossuth (1962, 1985)